# De trei ori București
De trei ori București este un film românesc din 1968, format din trei povestiri cinematografice distincte a căror acțiune se desfășoară în București. Cele trei părți sunt scrise și realizate de trei regizori diferiți.

## Prezentare
Trei povestiri cinematografice distincte ce își desfășoară acțiunea în București, realizate de trei regizori diferiți, cu prilejul împlinirii a 500 de ani de existență a orașului.

## Structură
- Partea I - Aterizare forțată de Horea Popescu
- Partea a II-a - Întoarcerea de Mihai Iacob
- Partea a III-a - București de Ion Popescu-Gopo

## Distribuție
Partea I
- Ioana Casetti — Claudia, ghida de limba engleză de la O.N.T.
- Traian Stănescu — aviatorul Mihai, iubitul Claudiei
- Elena Sereda — muzeografa de la Muzeul Satului
- Irina Bîrlădeanu — prietena Claudiei
- Ion Pascu — comandantul aerodromului
- Mircea Dumitru — starterul de la aerodrom
- Marian Hudac — clientul de la terasă (nemenționat)

Partea a II-a
- Ion Pacea — pictorul
- Dana Comnea — soția pictorului
- Ion Dichiseanu — solistul clubului de noapte
- Doina Patrichi — fata în alb
- Cornel Patrichi — tânărul
- Iarodara Nigrim — femeia care vrea să ajungă la Teatrul Casandra
- Gheorghe Ghițulescu — soțul femeii de mai sus
- Lucia Boga — modelul, amanta pictorului

Partea a III-a
- Ion Popescu-Gopo — bucureșteanul care-și așteaptă nepoata la Gara de Nord (nemenționat)
- Fory Etterle — domnul în vârstă din Parcul Cișmigiu
- Mircea Constantinescu — fotograful de demult
- Dem Rădulescu — tânărul cu velociped
- Toma Caragiu — domnul din „Căldură mare”
- Jorj Voicu — feciorul din „Căldură mare”
- Colea Răutu — coșarul
- Pompilia Stoian — cântăreața
- Catița Ispas — doamna de pe Lacul Herăstrău

## Primire
Filmul a fost vizionat de 1.018.149 de spectatori în cinematografele din România, după cum atestă o situație a numărului de spectatori înregistrat de filmele românești de la data premierei și până la data de 31 decembrie 2014 alcătuită de Centrul Național al Cinematografiei.

## Legături externe
- http://www.cinemagia.ro/filme/de-trei-ori-bucuresti-3480/
- http://www.imdb.com/title/tt0061555/